# Voillecomte
Voillecomte is een gemeente in het Franse departement Haute-Marne (regio Grand Est) en telt 466 inwoners (2004). De plaats maakt deel uit van het arrondissement Saint-Dizier.

## Geografie
De oppervlakte van Voillecomte bedraagt 14,5 km², de bevolkingsdichtheid is 32,1 inwoners per km².
De onderstaande kaart toont de ligging van Voillecomte met de belangrijkste infrastructuur en aangrenzende gemeenten.

## Demografie
Onderstaande figuur toont het verloop van het inwonertal (bron: INSEE-tellingen).